# Thassapak Hsu
Thassapak Hsu (tiếng Thái: ธรรศภาคย์ ชี), nghệ danh: Bie KPN, hay còn nghệ danh tại Trung Quốc Từ Chí Hiền (giản thể: 徐志贤; phồn thể: 徐志賢; bính âm: Xúzhìxián, sinh ngày 30 tháng 10 năm 1991) là ca sĩ, diễn viên người Đài Loan hoạt động tại Thái Lan và Trung Quốc. Anh được biết đến qua phim Tình yêu không có lỗi, lỗi ở bạn thân phần 2.

## Tiểu sử
Bie KPN sinh tại Đài Loan, là con lai 2 dòng máu Thái Lan và Đài Loan. Ngoài tên thật tiếng Thái là Thassapak Hsu, Bie còn có một vài cái tên khác như Từ Chí Hiền (tên Đài Loan) và Bie Hsu. Năm 14 tuổi, Bie KPN di cư sang quê hương Thái Lan của mẹ để sinh sống. Anh tốt nghiệp Trường trung học Hatyaiwittayalai và Đại học Thương hội Thái Lan khoa Truyền thông.

## Sự nghiệp
Bie KPN ở tuổi 18 dành cả trái tim mình cho âm nhạc và quyết định chuyển lên Bangkok gây dựng sự nghiệp. Anh chị em ruột của Bie cũng có chung một niềm đam mê như anh. Mặc dù không được bố mẹ chấp thuận, nhưng họ vẫn kiên định trước sự lựa chọn của mình. Năm 2011, anh tham gia vào cuộc thi KPN Award lần thứ 20 – một trong những cuộc thi hát uy tín và danh giá nhất tại Thái Lan và giành ngôi vị quán quân. Nhờ đó, giọng hát của anh mới được khán giả biết tới. Dòng chữ "KPN" cũng từ đó trở thành một phần trong nghệ danh của anh. Bie còn là thành viên của nhóm nhạc VICTOR.
Là một người nghệ sĩ đa tài, Bie KPN cũng lấn sân vào lĩnh vực điện ảnh. Anh từng góp mặt trong phần 3 của Series "Club Friday The Series", bộ phim "Room Alone 401-410" và biết đến nhiều nhất là "Club Friday The Series 6" (tên tiếng Việt là "Tình Yêu Không Có Lỗi: Lỗi Ở Bạn Thân").
Sau bộ phim đó, anh bắt đầu sang Trung Quốc đóng phim: Cô Gái Ngoài Hành Tinh Sài Tiểu Thất, Nếu Như Yêu, Manh Thê Thực Thần (Cinderella Chef), đều vai nam chính.

## Đời tư
Bie kết hôn với cựu thành viên của nhóm nhạc Babby Booty - diễn viên kiêm MC Sumonthip Leungutai (Gubgib). Cặp đôi đã tổ chức đám cưới hoành tráng vào ngày 6/3/2016. Cặp đôi hiện có 2 con gái.

## Phim

### Phim truyền hình Thái Lan
| Năm  | Phim                                                                    | Vai         | Bạn diễn                    | Đài    |
| ---- | ----------------------------------------------------------------------- | ----------- | --------------------------- | ------ |
| 2011 | สุดหัวใจ...เจ้าชายเทวดา                                                    | สังคามาระตา  |                             |        |
| 2012 | Luang Ta Mahachon                                                       | วอน         |                             | CH3    |
| 2013 | The Sixth Sense 2                                                       | คิมซองซู      |                             | CH3    |
| 2015 | The Sense                                                               | พีระ         | (khách mời)                 | CH3    |
| 2015 | Ploer Jai Hai Nai Pbeesard - Người tình quỷ dữ                          | Kirin       | GMM25                       |        |
| 2016 | Sane Rai Ubai Rak                                                       | Thanathat   | Pataratida Patcharawirapong | PPTV36 |
| 2016 | Lovey Dovey - Yêu người đào hoa                                         | Kongfa      | Nichaphat Chatchaipholrat   | OneHD  |
| 2017 | The Cupids Series: Kamathep Prab Marn - Chị đại sa lưới và chàng hắc ám | Jett        |                             | CH3    |
| 2020 | Fai Sin Chua - Dục vọng tình yêu                                        | Burin "Ben" | Yongwaree Anilbol           | GMM25  |

### Phim truyền hình Trung Quốc
| Năm  | Phim                                                                 | Tựa tiếng Trung  | Vai         | Bạn diễn                    | Đài               |
| ---- | -------------------------------------------------------------------- | ---------------- | ----------- | --------------------------- | ----------------- |
| 2018 | Cinderella Chef - Manh Thê Thực Thần                                 | 萌妻食神         | Hạ Thuần Dư | Chủng Đan Ni                | QQLive            |
| 2018 | Love Won't Wait - Nếu Như Yêu                                        | 如果，爱         | Lộ Dương    | Trương Bá Chi, Ngô Kiến Hào | Hồ Nam, An Huy TV |
| 2018 | The blossom season                                                   | 朱槿花开         | 罗旺财      |                             |                   |
| 2019 | My Girlfriend is an Alien - Cô Gái Ngoài Hành Tinh Sài Tiểu Thất     | 外星女生柴小七   | Phương Lãnh | Vạn Bằng                    | QQLive            |
| 2020 | I Don’t Want to Run - Hoa Nở Ngày Nắng                               | 撩了我别想跑     | Lý Tô Hàng  | Tiêu Nhân                   | iQiyi             |
|      | My Girlfriend is an Alien 2 - Cô Gái Ngoài Hành Tinh Sài Tiểu Thất 2 | 外星女生柴小七 2 | Phương Lãnh | Vạn Bằng                    | Tencent Video     |

### Series phim
| Năm  | Phim                        | Phần                                                               | Vai   | Đóng với                                          | Đài    |
| ---- | --------------------------- | ------------------------------------------------------------------ | ----- | ------------------------------------------------- | ------ |
| 2013 | Club Friday The Series 3    | รักเธอ รักเขาและรักของเรา                                             | เป็ก   |                                                   | GMMOne |
| 2014 | Room Alone 401-410          |                                                                    | Tawan |                                                   | OneHD  |
| 2015 | Club Friday The Series 5    | Secret of a Heart That Doesn't Exist Bí mật trái tim không tồn tại | Win   | Witwisit Hiranyawongkul                           | GMM25  |
| 2016 | Club Friday To Be Continued‬ | Friend & Enemy Tình yêu không có lỗi, lỗi ở bạn thân (phần 2)      | Nat   | Wanida Termthanaporn                              | GMM25  |
| 2018 | Behind The Since            | Bí Mật Đằng Sau Hậu Trường                                         | ยิ่งศิวัช | Rachwin Wongviriya                                | CH3    |
| 2020 | Club Friday The Series 12   | Jut Jop Kong Suan Gern Cái kết cho tiểu tam                        | Aek   | Yongwaree Anilbol & Chawallakorn Wanthanapisitkul | GMM25  |